# Boek van de Late Han
Het Boek van de Late Han of Houhanshu is een van de boeken uit de Vierentwintig Geschiedenissen, de verzameling officiële geschiedenissen van Chinese keizerlijke dynastieën. Het werk stamt uit de vijfde eeuw, is als privé-project grotendeels samengesteld door Fan Ye (398-445) en beschrijft de geschiedenis van de Oostelijke Han-dynastie (23-220). Houhanshu geldt sinds de Tang-dynastie (618-906) als standaardgeschiedenis voor de Oostelijke Han. Het gaat hier om een cultureel belangrijk werk, dat met de "Vijf Klassieken" (de kern van de confucianistische canon) en twee andere dynastieke geschiedenissen (Shiji en Hanshu) behoorde tot de basiskennis van ambtenaar-literaten in China en in landen die door China cultureel waren beïnvloed.

## Ontstaan

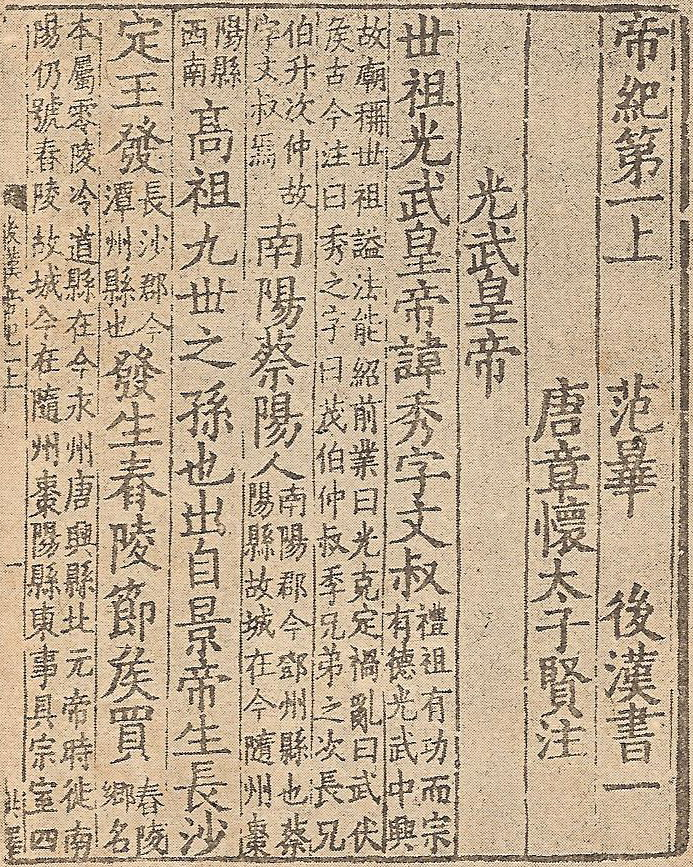
Fragment uit Houhanshu

Er was in de vijfde eeuw geen archiefmateriaal meer beschikbaar uit de tijd van de Oostelijke Han. Houhanshu werd dan ook samengesteld uit secundaire werken. De keizerlijke annalen en de biografieën werden samengesteld door Fan Ye. Hij gebruikte als belangrijkste bron de Optekeningen van de Han uit de Oostelijke Toren (Dongguan Hanji). Dit werk was tussen de eerste en derde eeuw samengesteld en gold tot in de Tang-tijd als standaardgeschiedenis van de Oostelijke Han. Fan Ye maakte verder gebruik van Houhanji (後漢紀, Optekeningen van de Late Han), een annalistisch geschiedeniswerk, samengesteld door Yuan Hong (袁宏, 328-376). Fan Ye werd in 445 op bevel van keizer Wen (r.424-452) terechtgesteld. Hierdoor konden de verhandelingen niet meer worden samengesteld en bleef het werk beperkt tot 10 juan aan keizerlijke annalen en 80 juan aan biografieën.
In de vijfde eeuw werden door Liu Zhao (劉昭, ？—？) acht verhandelingen aan het werk toegevoegd. Zij omvatten in totaal 30 juan en zijn genomen uit Xuhanshu (续汉书, Vervolg op het Boek van de Han). Dat was in de derde eeuw samengesteld door Sima Biao (司馬彪, †306) en bestond uit 80 juan.
In de zevende eeuw werd een belangrijk commentaar aan Houhanshu toegevoegd, dat tussen 675 en 681 samengesteld was door een team onder leiding van kroonprins Li Xian (李賢, 653-684).

## Inhoud
Houhanshu bevat 120 juan. Sommige hoofdstukken zijn later gesplitst, zodat het werk feitelijk uit 130 juan bestaat. Het werk volgt de indeling van de Shiji en de Hanshu.
De volgorde van de onderdelen bij Houhanshu wijkt af van die van Shij en Hanshu. Na de annalen volgen de biografieën en pas daarna de verhandelingen. Dit heeft te maken met de wijze waarop het werk tot stand is gekomen.
| dynastieke geschiedenis | benji (annalen) | shijia (erfelijke geslachten | biao (tabellen) | liezhuan (biografieën) | zhi (verhandelingen)  | Totaal aantal juan |
| ----------------------- | --------------- | ---------------------------- | --------------- | ---------------------- | --------------------- | ------------------ |
| Houhanshu               | 10 (12)         | -                            | -               | 80 (88)                | 30 (30) 8 onderwerpen | 120 (130)          |

### Annalen
Ji (紀, annalen), 10 (12) juan. Keizerlijke biografieën in strikt annalistische vorm die een chronologisch overzicht bieden van de belangrijkste gebeurtenissen, bezien vanuit het keizerlijke hof. Na de keizers volgen in juan 10 de biografieën van keizerinnen. Hun opname onder de keizerlijke annalen weerspiegelt de grote invloed die keizerinnen op het bestuur hadden tijdens de Late Han.
| juan 1-10 (1-12) | Titel                                                 | Vertaling                                                                      | Opmerkingen |
| ---------------- | ----------------------------------------------------- | ------------------------------------------------------------------------------ | --- |
| 1A + 1B          | Guangwudi ji (光武帝紀)                               | annalen van keizer Guangwu                                                     | keizer Guangwu, r.25-57. |
| 2.               | Xianzong Xiao Mingdi ji (顯宗孝明帝紀)                | annalen van de vermaarde voorouder, de kinderlijk gehoorzame keizer Ming       | keizer Ming, r.58-75. |
| 3.               | Suzong Xiao Zhangdi ji (肅宗孝章帝紀)                 | annalen van de gerespecteerde voorouder, de kinderlijk gehoorzame keizer Zhang | keizer Zhang, r.76-88. |
| 4.               | Xiao He xiao Shangdi ji (孝和孝殤帝紀)                | annalen van de kinderlijk gehoorzame keizers He en Shang                       | keizer He, r.89-105, keizer Shang, r.106. |
| 5.               | Xiao Andi ji (孝安帝紀)                               | annalen van de kinderlijk gehoorzame keizer An                                 | keizer An, r.106-125. |
| 6.               | Xiao Shun xiao Chong xiao Zhidi ji (孝順孝沖孝質帝紀) | annalen van de kinderlijk gehoorzame keizers Shun, Chong en Zhi                | keizer Shun, r.125-144, keizer Chong, r.144-145, keizer Zhi r.145-146. |
| 7.               | Xiao Huandi ji (孝桓帝紀)                             | annalen van de kinderlijk gehoorzame keizer Huan                               | keizer Huan, r.146-168. |
| 8.               | Xiao Lingdi ji (孝靈帝紀)                             | annalen van de kinderlijk gehoorzame keizer Ling                               | keizer Ling, r.168-189. |
| 9.               | Xiao Xiandi ji (孝獻帝紀)                             | annalen van de kinderlijk gehoorzame keizer Xian                               | keizer Xian, r.189-220. |
| 10A + 10B        | Huanghou ji (皇后紀)                                  | biografieën van keizerinnen                                                    | - Guangwu Guo huanghou (光武郭皇后, †52), (Guo Shengtong, 郭聖通), eerste keizerin van keizer Guangwu (r. 25-57) - Guanglie Yin huanghou (光烈陰皇后, 5 na Chr.-64), (Yin Lihua, 陰麗華), tweede keizerin van keizer Guangwu (r.25-57) - Mingde Ma huanghou (明德馬皇后, 40-79), (Ma huanghou, 馬皇后), keizerin van keizer Ming (r.58-75) - Jia Guiren (賈貴人, †?), concubine van Mingdi en moeder van keizer Zhang (r.76-88) - Zhangde Dou huanghou (章德竇皇后, 63-97), (Dou huanghou, 竇皇后), keizerin van keizer Zhang (r.76-88) - Hedi Yin huanghou (和帝陰皇后, 80?-102), (Yin huanghou, 陰皇后), eerste keizerin van keizer He (r.89-105) - Hexi Deng huanghou (和熹鄧皇后, 81-121), (Deng Sui, 鄧綏), tweede keizerin van keizer He - Ansi Yan huanghou (安思閻皇后, †126), (Yan Ji, 閻姬), keizerin van keizer An (r.106-125) - Shunli Liang huanghou (順烈梁皇后, 116-150), (Liang Na, 梁妠), keizerin van keizer Shun (r.125-144) - Yu meiren (虞美人, †179), concubine van Shundi, moeder van keizer Chong (r.144-145) - Chen furen, (陳夫人, †175), concubine van Liu Hong (刘鸿), achterkleinzoon van keizer Zhang en moeder van keizer Zhi (r.145-146) - Xiaochong Yan huanghou (孝崇匽皇后, †152), (Yan Ming, 匽明), in 146 tot keizerin-weduwe benoemd door haar zoon keizer Huan (r.146-186) - Yixian Liang huanghou (懿獻梁皇后, †159), (Liang Nüying, 梁女瑩), eerste keizerin van keizer Huan (r.146-168) - Huandi Deng huanghou (桓帝鄧皇后, †165), (Deng Mengnü, 鄧猛女), tweede keizerin van keizer Huan - Huansi Dou huanghou (桓思竇皇后, †172), (Dou Miao, 竇妙), derde keizerin van keizer Huan - Xiaoren Dong huanghou (孝仁董皇后, †189), (Dong taihou, 董太后), tot keizerin-weduwe benoemd door haar zoon keizer Ling (r.168-189) - Lingdi Song huanghou (靈帝宋皇后, †178), (Song huanghou, 宋皇后), eerste keizerin van keizer Ling (r.168-189) - Lingsi He huanghou (靈思何皇后, †189), (He huanghou, 何皇后 ), tweede keizerin van keizer Ling (r.168-189) - Xiandi Fu huanghou (獻帝伏皇后, †214), (Fu Shou, 伏壽), eerste keizerin van keizer Xian (r.189-220) - Xianmu Cao huanghou (獻穆曹皇后, †260), (Cao Jie, 曹節), tweede keizerin van keizer Xian en (half)zus van Cao Pi, eerste keizer van het Koninkrijk Wei |

### Exemplarische overleveringen
Liezhuan (列傳, exemplarische overleveringen, vaak aangeduid als biografieën), 80 (88) juan. Biografieën van belangrijke personen. De biografie beperkte zich tot het beschrijven van gebeurtenissen die het exemplarische karakter van de betreffende persoon duidelijk moesten maken. In een hoofdstuk kunnen ook twee of meer personen worden behandeld, als zij tot hetzelfde type persoon behoren. Onder juan 14, 42, 50 en 55 staan leden van de keizerlijke familie vermeld. Andere collectieve biografieën zijn opgenomen onder juan 67 en 76-84. De laatste hoofdstukken (juan 85 -90) beschrijven de betrekkingen tussen China en de verschillende buurvolkeren. Zij werden geplaatst onder liezhuan omdat het memoranda betrof die op persoonlijke titel waren geschreven.
| juan 11-90 (13-100) | Titel                                                                              | Vertaling                                                                   | Opmerkingen |
| ------------------- | ---------------------------------------------------------------------------------- | --------------------------------------------------------------------------- | --- |
| 11.                 | Liu Xuan Liu Penzi liezhuan (劉玄劉盆子列傳)                                       | biografieën van Liu Xuan en Liu Penzi                                       | Bedoeld zijn: - Liu Xuan (劉玄), †25, was de Gengshi-keizer (r.23-25) - Liu Penzi (劉盆子) was een tegenkeizer (25-27) |
| 12.                 | Wang Liu Zhang Li Peng Lu liezhuan (王劉張李彭盧列傳)                              | biografieën van: Wang Liu Zhang Li Peng Lu                                  | Bedoeld zijn: - Wang Chang (王昌, latere naam: Wang Lang 王郎), †24, leider van een opstand tegen Wang Mang - Liu Yong (劉永), †27, generaal en tegenkeizer (26-27) - Pang Meng (龐萌), †30, generaal in dienst van keizer Guangwu - Zhang Bu (張步), †32, warlord, gaf zich in 29 over aan keizer Guangwu - Wang Hong (王閎), †30, militaire bevelhebber, lid van de Wang Mang-clan, bleef echter anti Wang Mang, gaf zich in 29 over aan keizer Guangwu - Li Xian (李憲), †30, generaal en tegenkeizer (27-30) - Peng Chong (彭寵), †29, generaal in dienst van Wang Mang en keizer Guangwu - Lu Fang (盧芳), †?, tegenkeizer in het noorden, gaf zich in 36 over aan keizer Guangwu, maar kwam in 42 opnieuw in opstand, vluchtte daarna naar de Xiongnu |
| 13.                 | Wei Ao Gongsun Shu liezhuan (隗囂公孫述列傳)                                       | biografieën van Wei Ao en Gongsun Shu                                       | - Wei Ao (†33) was een warlord in Shaanxi en Gansu - Gongsun Shu , †36, was een tegenkeizer (25-36) in Sichuan |
| 14.                 | zongshi si wang san hou liezhuan (宗室四王三侯列傳)                                | biografieën van vier prinsen en drie markiezen van de keizerlijke clan      | Prinsen: - Liu Yan 劉縯 (Prins Wu van Qi, 齊武王縯), †23, generaal, leidde een opstand tegen Wang Mang - Liu Xing 劉興 (Prins Jing van Beihai, 北海靖王興), †64, lid van de keizerlijke familie, tweede zoon van Liu Yan - Liu Liang 劉良 (Prins Xiao van Zhao, 趙孝王良), †41, oom van keizer Guangwu - Liu Zhi 劉祉 (Prins Gong van Chengyang, 城陽恭王祉), †35, oudere broer van keizer Guangwu - Liu She 劉歙(Prins van Sishui, 泗水王歙), †34, oom van keizer Guangwu Markiezen: - Liu Ci, 劉賜 (Markies Xiao van Ancheng, 安城孝侯賜), †52, neef van de Gengshi-keizer en verwant aan keizer Guangwu - Liu Shun 劉順 (Markies Xiao van Chengwu, 成武孝侯順), †35, neef van keizer Guangwu - Liu Jia 劉嘉 (Markies Huai van Shunyang, 順陽懷侯嘉), †39, neef van keizer Guangwu |
| 15.                 | Li Wang Deng Lai liezhuan (李王鄧來列傳)                                           | biografieën van Li, Wang, Deng en Lai                                       | Bedoeld zijn: - Li Tong (李通), †42, generaal - Wang Chang (王常), †36, generaal - Deng Chen (鄧晨), †49, ambtenaar - Lai She (來歙), †35, minister - Lai Li (來歷), †133, regeringsfunctionaris, nakomeling van Lai She |
| 16.                 | Deng Kou liezhuan (鄧寇列傳)                                                       | biografieën van Deng en Kou                                                 | Bedoeld zijn: - Deng Yu (鄧禹), †58, generaal onder keizer Guangwu, 1e van de 28 Yuntai-generaals - Deng Xun (鄧訓), †92, generaal, zesde zoon van Deng Yu - Deng Zhi (鄧騭), †121, generaal, kleinzoon van Deng Yu - Kou Xun (寇恂), †36, militaire bevelhebber, 5e van de 28 Yuntai-generaals - Kou Rong(寇榮), †?, raadgever (shizhong, 侍中) in dienst van keizer Huan (r.146-168), werd op zijn bevel geëxecuteerd, achterkleinzoon van Kou Xun |
| 17.                 | Feng Cen Jia liezhuan (馮岑賈列傳)                                                 | biografieën van Feng, Cen en Jia                                            | Bedoeld zijn: - Feng Yi (馮異), †34, generaal, versloeg de Rode Wenkbrauwen, 7e van de 28 Yuntai-generaals - Cen Peng (岑彭), †35, generaal, 6e van de 28 Yuntai-generaals - Jia Fu (賈復), 9 n.Chr.-55, generaal, 3e van de 28 Yuntai-generaals |
| 18.                 | Wu Gai Chen Zang liezhuan (吳蓋陳臧列傳)                                           | biografieën van Wu, Gai, Chen en Zang                                       | Bedoeld zijn: - Wu Han (吳漢), †44, generaal, 2e van de 28 Yuntai-generaals - Gai Yan (蓋延), †39, generaal, 11e van de 28 Yuntai-generaals - Chen Jun (陳俊), †47, generaal, 19e van de 28 Yuntai-generaals - Zang Gong (臧宮), †58, generaal, 14e van de 28 Yuntai-generaals |
| 19.                 | Geng Yan liezhuan (耿弇列傳)                                                       | biografie van Geng Yan                                                      | Geng Yan (耿弇), 3 n.Chr.-58, generaal, 4e van de 28 Yuntai-generaals - Geng Guo (耿國), †58, ambtenaar en strateeg, broer van Gen Yan - Geng Bing (耿秉), 30-91, generaal, jongere broer van Gen Yan - Geng Kui (耿夔), †?, generaal, zoon van Geng Guo - Geng Gong (耿恭), †?, generaal, jongere broer van Gen Yan |
| 20.                 | Tiao Qi Wang Ba Zhai Zun liezhuan (銚期王霸祭遵列傳)                               | biografieën van Tiao Qi, Wang Ba en Zhai Zun                                | Bedoeld zijn: - Tiao Qi (銚期), †34, generaal, 12e van de 28 Yuntai-generaals - Wang Ba (王霸), †59, generaal, 23e van de 28 Yuntai-generaals - Zhai Zun (祭遵), †33, generaal, 9e van de 28 Yuntai-generaals - Zhai Tong (祭肜), †73, minister, neef van Zhai Zun |
| 21.                 | Ren Li Wan Pi Liu Geng liezhuan (任李萬邳劉耿列傳)                                 | biografieën van Ren, Li, Wan, Pi, Liu en Geng                               | Bedoeld zijn: - Ren Guang (任光), †29, generaal, 24e van de 28 Yuntai-generaals - Ren Wei (任隗), †92, ambtenaar, zoon van Ren Guang - Li Zhong (李忠), †43, generaal, 25e van de 28 Yuntai-generaals - Wan You (萬脩), †26, generaal, 26e van de 28 Yuntai-generaals - Pi Tong (邳彤), †30, generaal, 27e van de 28 Yuntai-generaals - Liu Zhi (劉植), †26, generaal, 28e van de 28 Yuntai-generaals - Geng Chun (耿純), †37, generaal, 13e van de 28 Yuntai-generaals |
| 22.                 | Zhu Jing Wang Du Ma Liu Fu Jian Ma liezhuan (朱景王杜馬劉傅堅馬列傳)               | biografieën van Zhu, Jing, Wang, Du, Ma, Liu, Fu, Jian en Ma                | Bedoeld zijn: - Zhu You (朱祐) of Zhu Hu (朱祜), †48, generaal, 8e van de 28 Yuntai-generaals - Jing Dan (景丹), †26, generaal, 10e van de 28 Yuntai-generaals - Wang Liang (王梁), †38, generaal, 18e van de 28 Yuntai-generaals - Du Mao (杜茂), †43, generaal, 20e van de 28 Yuntai-generaals - Ma Cheng (馬成), †56, generaal, 17e van de 28 Yuntai-generaals - Liu Long (劉隆), †57, generaal, 16e van de 28 Yuntai-generaals - Fu Jun (傅俊), †31, generaal, 21e van de 28 Yuntai-generaals - Jian Tan (堅鐔), †50, generaal, 22e van de 28 Yuntai-generaals - Ma Wu (馬武), †61, generaal, 15e van de 28 Yuntai-generaals |
| 23.                 | Dou Rong liezhuan (竇融列傳)                                                       | biografie van Dou Rong                                                      | Dou Rong (竇融), 16-62, militaire bevelhebber en ambtenaar, stamvader van een van de machtigste families van de latere Han-dynastie - Dou Gu (竇固), †88, generaal, jongere broer van Dou Rong - Dou Xian (竇憲), †92, generaal, vernietigde het rijk van de Xiongnu, achterkleinzoon van Dou Rong - Dou Zhang (竇章), †144, literaat, achterachterkleinzoon van Dou Rong |
| 24.                 | Ma Yuan liezhuan (馬援列傳)                                                        | biografie van Ma Yuan                                                       | Ma Yuan (馬援), 14 v.Chr.-49 n.Chr., generaal, sloeg de opstand van de gezusters Trung neer - Ma Miu (馬廖), †92, oudste zoon van Ma Yuan en broer van Ma huanghou (馬皇后), keizerin van keizer Ming (r.58-75) - Ma Fang (馬防), †101, minister, tweede zoon van Ma Yuan - Ma Yan (馬嚴), 12-98, minister, neef (oomzegger) van Ma Yuan - Ma Suo (馬棱), †?, kleinzoon van Ma Yuan |
| 25.                 | Zhuo Lu Wei Liu liezhuan (卓魯魏劉列傳)                                            | biografieën van Zhuo, Lu, Wei en Liu                                        | Bedoeld zijn: - Zhuo Mao (卓茂), †28, ambtenaar - Lu Gong (魯恭), 32-112, minister - Lu Pi (魯丕), 37-111, confucianistische geleerde, jongere broer van Lu Gong - Wei Ba (魏霸), †?, functionaris - Liu Kuan (劉寬), 120-185, functionaris |
| 26.                 | Fu Hou Song Cai Feng Zhao Mou Wei liezhuan (伏侯宋蔡馮趙牟韋列傳)                  | biografieën van Fu, Hou, Song, Cai, Feng, Zhao, Mou en Wei                  | Bedoeld zijn: - Fu Zhan (伏湛), †37, minister - Fu Long (伏隆), †27, politicus, zoon van Fu Zhan - Hou Ba (侯霸), †37, minister - Song Hong (宋弘), †?, functionaris - Song Han (宋漢), †?, achterneef van Song Hong - Cai Mao (蔡茂), 24 v.Chr-47 n.Chr., ambtenaar - Guo He (郭賀), †63, assistent-minister van onderwijs, benoemd door Cai Mao - Feng Qin (馮勤), †56, minister - Zhao Xi (趙憙), 4 v.Chr-80 n.Chr., ambtenaar - Mou Rong (牟融), †79, functionaris - Wei Biao (韋彪), †89, functionaris - Wei Yi (韋義), †?, districtsmagistraat, afstammeling van Wei Biao |
| 27.                 | Xuan Zang twee Wang Du Guo Wu Cheng Zheng Zhao liezhuan (宣張二王杜郭吳承鄭趙列傳) | biografieën van Xuan, Zang, de twee Wang, Du, Guo, Wu, Cheng, Zheng en Zhao | Bedoeld zijn: - Xuan Bing (宣秉), †30, functionaris in dienst bij de Gengshi-keizer en bij keizer Guangwu, ?, prefect onder Wang Mang en functionaris onder keizer Guangwudi - Zhang Zhan (張湛), †?, ambtenaar onder keizer Ai, Wang Mang en keizer Guangwu - Wang Dan (王丹), †?, prefect onder keizer Ai en keizer Ping, maar trad niet in dienst bij Wang Mang, werd functionaris onder keizer Guangwu - Wang Liang (王良), †?, weigerde een ambt onder Wang Mang, politicus tijdens de Oostelijke Han-dynastie - Du Lin (杜林), †?, politicus en geleerde onder Wang Mang en keizer Guangwu - Guo Dan (郭丹), 25 v.Chr.-62 n.Chr, ambtenaar - Wu Liang (吳良), †?, doorgever van confucianistische klassieken - Cheng Gong (承宮), †76, ambtenaar - Zheng Jun (鄭均), †?, raadgever - Zhao Dian (趙典), †?, functionaris onder keizer Huan |
| 28A + 28B           | Huan Tan liezhuan Feng Yan liezhuan (桓譚列傳馮衍列傳)                             | biografie van Huan Tan en biografie van Feng Yan                            | Bedoeld zijn: - Huan Tan (桓譚), 43 v.Chr.?-28 n.Chr.?, filosoof en politicus - Feng Yan (馮衍), 22 v.Chr.?-60 n.Chr.?, generaal - Feng Bao (馮豹), †102, confucianistische geleerde, zoon van Feng Yan |
| 29.                 | Shentu Gang Bao Yong Zhi Yun liezhuan (申屠剛鮑永郅惲列傳)                         | biografieën van Shentu Gang, Bao Yong en Zhi Yun                            | Bedoeld zijn: - Shentu Gang (申屠剛), †?, staatssecretaris onder keizer Guangwu - Bao Yong (鮑永), †42, politicus en militair bevelhebber - Bao Yu (鮑昱), †81, minister, zoon van Bao Yong - Zhi Yun (郅惲), †?, confucianistische geleerde - Zhi Shou (郅壽), †89, bestuursfunctionaris, zoon van Zhi Yun |
| 30A + 30B           | Su Jing Yang Hou Lang Yi Xiang Kai liezhuan (蘇竟楊厚郎顗襄楷列傳)                 | biografieën van Su Jing, Yang Hou, Lang Yi en Xiang Kai                     | Bedoeld zijn: - Su Jing (蘇竟), †?, politicus en generaal onder de late Westelijke Han- en de vroege Oostelijke Han-dynastie - Yang Hou (楊厚), 72-153, geleerde - Lang Yi (郎顗), †?, confucianistische geleerde - Xiang Kai (襄楷), †?, geleerde |
| 31.                 | Guo Du Kong Zhang Lian Wang Su Yang Jia Lu liezhuan (郭杜孔張廉王蘇羊賈陸列傳)     | biografieën van Guo, Du, Kong, Zhang, Lian, Wang, Su, Yang, Jia en Lu       | Bedoeld zijn: - Guo Ji (郭伋), 39 v.Chr.-47 n.Chr., politicus uit de late Westelijke Han tot de vroege Oostelijke Han - Du Shi (杜詩), †38, waterbouwkundig ambtenaar - Kong Fen (孔奮), †?, gouverneur van Wudu - Zhang Zhan (張堪), †?, gouverneur van de prefectuur Shu, grootvader van Zhang Heng (78-139, zie: juan 59) - Lian Fan (廉范), †?, gouverneur van Yunzhong - Wang Tang (王堂), †?, architect - Su Zhang (蘇章), †?, magistraat van het district Wuyuan en gouverneur van Jizhou - Su Buwei (蘇不韋), †172, functionaris, achterkleinzoon van Su Zhang - Yang Xu (羊續), 142-189, (plaatselijk) ambtenaar - Jia Cong (賈琮), †189, ambtenaar - Lu Kang (陸康), 126-195, bestuurder |
| 32.                 | Fan Hong Yin Shi liezhuan (樊宏陰識列傳)                                           | biografieën van Fan Hong en Yin Shi                                         | Bedoeld zijn: - Fan Hong (樊宏), †51, politicus van de Xin-dynastie en de vroege Oostelijke Han - Fan Chou (樊鯈), †67, geleerde, zoon van Fan Hong - Fan Zhun (樊準), †118, confucianistische geleerde, achterkleinzoon van Fan Hong - Yin Shi (陰識), †59, militair bevelhebber - Yin Xing (陰興), 9 n.Chr.-47, militair bevelhebber, halfbroer van Yin Shi |
| 33.                 | Zhu Feng Yu Zheng Zhou liezhuan (朱馮虞鄭周列傳)                                   | biografieën van Zhu, Feng, Yu, Zheng en Zhou                                | Bedoeld zijn: - Zhu Fu (朱浮), 6 v.Chr.-66 n.Chr., minister - Feng Fang (馮魴), 1 v.Chr.-85 n.Chr., minister van openbare werken - Yu Yan (虞延), †71, minister - Zheng Hong (鄭弘), †86, minister - Zhou Zhang (周章), †107, minister |
| 34.                 | Liang Tong liezhuan (梁統列傳)                                                     | biografie van Liang Tong                                                    | Liang Tong (梁統), 5 v.Chr.-61 n.Chr., ambtenaar en militair strateeg - Liang Sōng (梁松), †?, ambtenaar en generaal, oudste zoon van Liang Tong en schoonzoon van keizer Guangwu - Liang Sǒng (梁竦), †83, geleerde en filosoof, tweede zoon van Liang Tong - Liang Shang (梁商), 70-141, generaal, kleinzoon van Liang Sǒng (梁竦) - Liang Ji (梁冀), 88-159, generaal en politicus, zoon van Liang Shang en oudere broer van keizerin Liang Na (116-150), echtgenote van keizer Shun (r.125-144) |
| 35.                 | Zhang Cao Zheng liezhuan (張曹鄭列傳)                                              | biografieën van Zhang, Cao en Zheng                                         | Bedoeld zijn: - Zhang Chun (張純), †56, minister van openbare werken - Zhang Fen (張奮), †102, minister, zoon van Zhang Chun - Cao Bao (曹褒), †102, functionaris en confucianistische geleerde - Zheng Xuan (鄭玄), 127-200, filosoof, politicus en schrijver |
| 36.                 | Zheng Fan Chen Jia Zhang liezhuan (鄭范陳賈張列傳)                                 | biografieën van Zheng, Fan, Chen, Jia en Zhang                              | Bedoeld zijn: - Zheng Xing (鄭興), †?, geleerde - Zheng Zhong (鄭眾), †83, confucianistische geleerde, zoon van Zheng Xing - Fan Sheng (范升), †?, confucianistische geleerde - Chen Yuan (陳元), †?, confucianistische geleerde - Jia Kui (賈逵), 30-101, confucianistische geleerde - Zhang Ba (張霸), †?, confucianistische geleerde en minister - Zhang Kai (張楷), †?, zoon van Zhang Ba, confucianistische geleerde - Zhang Ling (張陵), †?, minister, kleinzoon van Zhang Ba - Zhang Xuan (張玄), †?, politicus, zoon van Zhang Kai |
| 37.                 | Huan Rong Ding Hong liezhuan (桓榮丁鴻列傳)                                        | biografieën van Huan Rong en Ding Hong                                      | - Huan Rong (桓榮), †?, confucianistische geleerde en minister van riten - Huan Yu (桓郁), functionaris, zoon van Huan Rong - Huan Yan (桓焉), †143, minister, zoon van Huan Yu - Huan Dian (桓典), †201, functionaris, kleinzoon van Huan Yan - Huan Luan (桓鸞), 108-184, geleerde en raadgever, neef van Huan Yan - Huan Ye (桓曄), geleerde, zoon van Huan Luan - Huan Bin (桓彬), 133-178, schrijver, kleinzoon van Huan Yu - Ding Hong (丁鴻), †94, minister |
| 38.                 | Zhang Fa Teng Feng Du Yang liezhuan (張法滕馮度楊列傳)                             | biografieën van Zhang, Fa, Teng, Feng, Du en Yang                           | Bedoeld zijn: - Zhang Zong (張宗), †59, minister - Fa Xiong (法雄), †rond 110, functionaris - Teng Fu (滕撫), †?, militair officier en bureaucraat - Feng Kun (馮緄), †167, militair officier en bureaucraat - Du Shang (度尚), 117-166, ambtenaar en militair officier - Yang Xuan (楊琁), †?, militair officier en bureaucraat |
| 39.                 | Liu Zhao Chunyu Jiang Liu Zhou Zhao liezhuan (劉趙淳于江劉周趙列傳)                | biografieën van Liu, Zhao, Chunyu, Jiang, Liu, Zhou en Zhao                 | Bedoeld zijn: - Liu Ping (劉平), †?, functionaris - Wang Wang (王望), †?, functionaris - Wang Fu (王扶), †?, politicus - Zhao Xiao (趙孝), †?, raadgever - Chunyu Gong (淳于恭), †80, kluizenaar en ambtenaar - Jiang Ge (江革), †?, raadsman en regeringsfunctionaris - Liu Ban (劉般), 20-79, nakomeling van keizer Xuan - Liu Kai (劉愷), †124, minister - Zhou Pan (周磐). 49-121, confucianistische geleerde - Zhao Zi (趙咨), †?, confucianistische geleerde |
| 40A + 40B           | Ban Biao liezhuan (班彪列傳班彪列傳!)                                              | biografie van Ban Biao                                                      | Ban Biao (班彪), 3 n.Chr.-54, historicus - Ban Gu (班固), 32-92, historicus, politicus en dichter, belangrijkste samensteller van het Boek van de Han, zoon van Ban Biao |
| 41.                 | Diwu Zhongli Song Han liezhuan (第五鍾離宋寒列傳)                                  | biografieën van Diwu, Zhongli, Song en Han                                  | Bedoeld zijn: - Diwu Lun (第五倫), †?, minister - Diwu Zhong (第五種), †?, ambtenaar, achterkleinzoon van Diwu Lun - Zhongli Yi (鍾離意), †?, regeringsfunctionaris - Song Jun (宋均), juiste naam: Zong Jun (宗均), †76, confucianistische geleerde - Song Yi (宋意), juiste naam: Zong Yi (宗意), †90, regeringsfunctionaris, behoorde tot de clan van Zong Jun - Han Lang (寒朗), 26-109, gouverneur van Qinghe |
| 42.                 | Guangwu shi wang liezhuan (光武十王列傳)                                           | biografieën van tien prinsen van Guangwu                                    | Bedoeld zijn tien zonen van keizer Guangwu (r.25-57): - Liu Jiang (劉疆), prins Gong van Donghai (東海恭王彊), 25-58, kroonprins 26-43 - Liu Fu (劉輔), prins Xian van Pei (沛獻王輔), †84, tweede zoon - Liu Ying (劉英), prins van Chu (楚王英), †71, .. zoon, in 65 eerste bekende boeddhist onder de Chinese adel - Liu Kang (劉康), prins An van Jinan (濟南安王康), †97, vijfde zoon - Liu Cang (劉蒼), prins Xian van Dongping (東平憲王蒼), †83, .. zoon - Liu Yan (劉延), prins Zhi van Fuling (阜陵質王延), †89, zevende zoon - Liu Jing (劉荊), prins Si van Guangling (廣陵思王荊), †67, achtste zoon - Liu Heng (劉衡), hertog Huai van Linhuai (臨淮懷公衡), †41, negende zoon - Liu Yan (劉焉), prins Jian van Zhongshan (中山簡王焉), †90, tiende zoon - Liu Jing (劉京), prins Xiao van Langxie (琅邪孝王京), †81, elfde zoon |
| 43.                 | Zhu Yue He liezhuan (朱樂何列傳)                                                   | biografieën van Zhu, Yue en He                                              | Bedoeld zijn: - Zhu Yun (朱暉), †?, bureaucraat en politicus - Zhu Mu (朱穆), 100-163, ambtenaar, kleinzoon van Zhu Yun - Yue Hui (樂恢), †91, minister - He Chang (何敞), †105, functionaris |
| 44.                 | Deng Zhang Xu Zhang Hu liezhuan (鄧張徐張胡列傳)                                   | biografieën van Deng, Zhang, Xu, Zhang en Hu                                | Bedoeld zijn: - Deng Biao (鄧彪), †93, minister - Zhang Yu (張禹), †113, minister - Xu Fang (徐防), †?, politicus - Zhang Min (張敏), †?, minister - Hu Guang (胡廣), 91-172, minister |
| 45.                 | Yuan Zhang Han Zhou liezhuan (袁張韓周列傳)                                        | biografieën van Yuan, Zhang, Han en Zhou                                    | Bedoeld zijn: - Yuan An (袁安), †92, geleerde, minister van binnenlandse zaken - Yuan Jing (袁京), †, minister, zoon van Yuan An - Yuan Chang (袁敞), †117, politicus, zoon van Yuan An - Yuan Hong (袁閎), †?, kluizenaar, nakomeling van Yuan An - Zhang Pu (張酺), †104, minister - Han Leng (韓棱), †98, minister - Zhou Rong (周榮), †?, regeringsfunctionaris - Zhou Jing (周景), †168, politicus, kleinzoon van Zhou Rong |
| 46.                 | Guo Chen liezhuan (郭陳列傳)                                                       | biografieën van Guo en Chen                                                 | Bedoeld zijn: - Guo Gong (郭躬), 1 n.Chr.-94, ambtenaar - Guo Zhen (郭鎮), †129, politicus, neef van Guo Gong - Chen Chong (陳寵), †107, minister - Chen Zhong (陳忠), †125, politicus, zoon van Chen Chong |
| 47.                 | Ban Liang liezhuan (班梁列傳)                                                      | biografieën van Ban en Liang                                                | Bedoeld zijn: - Ban Chao (班超), 32-102, generaal en diplomaat - Ban Yong (班勇), †128, beschermheer-generaal van de Westelijke Regio's, jongste (derde) zoon van Ban Chao - Liang Qin (梁慬), †112, generaal - He Xi (何熙), †110, generaal |
| 48.                 | Yang Li Di Ying Huo Yuan Xu liezhuan (楊李翟應霍爰徐列傳)                          | biografieën van Yang, Li, Di, Ying, Huo, Yuan en Xu                         | Bedoeld zijn: - Yang Zhong (楊終), †100, confucianistische geleerde en literaat - Li Fa (李法), †?, gouverneur van Runan - Di Pu (翟酺), †?, geleerde en raadgever - Ying Feng (應奉), †?, bureaucraat en geleerde - Ying Shao (應劭), 144-204, politicus, schrijver en historicus, samensteller van Fengsu Tongyi, zoon van Ying Feng - Huo Xu (霍諝), †?, functionaris - Yuan Yan (爰延), †?, regeringsfunctionaris - Xu Miao (徐璆), †?, functionaris |
| 49.                 | Wang Chong Wang Fu Zhongchang Tong liezhuan (王充王符仲長統列傳)                   | biografieën van Wang Chong, Wang Fu en Zhong Zhangtong                      | - Wang Chong (王充), 27-97, filosoof, samensteller van Lunheng - Wang Fu (王符), 78-163, schrijver, dichter, historicus en filosoof, samensteller van Qianfulun (潛夫論, Commentaar van een kluizenaar) - Zhong Zhangtong (仲長統), 180-220, politiek commentator |
| 50.                 | Xiaoming ba wang liezhuan (孝明八王列傳)                                           | biografieën van acht prinsen van Xiaoming                                   | Bedoeld zijn acht zonen van keizer Ming (r.58-75): - Liu Jian (劉建), prins Ai van Qiancheng (千乘哀王建), †61, oudste zoon - Liu Xian (劉羨), prins Jing van Chen (陳敬王羨), †97, tweede zoon - Liu Gong (劉恭), prins Jing van Pengcheng (彭城靖王恭), †117, derde zoon - Liu Dang (劉黨), prins Jing van Lecheng (樂成靖王黨), 58-96, vierde zoon - Liu Yan (劉衍), prins Hui van Xiapi (下邳惠王衍), †125, zesde zoon - Liu Chang (劉暢), prins Jie van Liang (梁節王暢), †98, zevende zoon - Liu Bing (劉昞), prins Qing van Huaiyang (淮陽頃王昞), †87, achtste zoon - Liu Chang (劉長), prins Dao van Jiyin (濟陰悼王長), †84, negende zoon |
| 51.                 | Li Chen Pang Chen Qiao liezhuan (李陳龐陳橋列傳)                                   | biografieën van Li, Chen, Pang, Chen en Qiao                                | Bedoeld zijn: - Li Xun (李恂), †?, generaal - Chen Shan (陳襌), †126, keizerlijk raadgever, kolonel van de keizerlijke garde - Pang Can (龐參), †136, bestuursfunctionaris - Chen Gui (陳龜), †?, militair en politicus - Qiao Xuan (陳龜), 110-184, functionaris |
| 52.                 | Cui Yin liezhuan (崔駰列傳)                                                        | biografie van Cui Yin                                                       | Cui Yin (崔駰), †92, confucianistische geleerde en schrijver - Cui Yuan (崔瑗), 78-143, kalligraaf, wiskundige, filosoof, dichter en politicus, zoon van Cui Yin - Cui Shi (崔寔), †170, politicus en geleerde, zoon van Cui Yuan - Cui Lie (崔烈), †192, ambtenaar, kleinzoon van Cui Yin |
| 53.                 | Zhou Huang Xu Jiang Shentu liezhuan (周黃徐薑申屠列傳)                             | biografieën van Zhou, Huang, Xu, Jiang en Shentu                            | Bedoeld zijn: - Zhou Xie (周燮), †?, confucianistische geleerde - Huang Xian (黃憲), †?, figuur omgeven door anekdotes - Xu Zhi (徐稚), 97-168, kluizenaar - Jiang Gong (姜肱), 97-173, kluizenaar en geleerde - Shentu Pan (申屠蟠), †?, confucianistische geleerde |
| 54.                 | Yang Zhen liezhuan (楊震列傳)                                                      | biografie van Yang Zhen                                                     | Yang Zhen (楊震), 54-124, gouverneur en prefect - Yang Bin (楊秉), 92-165, geleerde, ambtenaar en politicus, zoon van Yang Zhen - Yang Ci (楊賜), 185, minister, zoon van Yang Bin - Yang Biao (楊彪), 142-225, geleerde en functionaris, zoon van Yang Ci - Yang Xiu (楊脩), 175-219, functionaris en adviseur die diende onder Cao Cao (155-220), zoon van Yang Biao |
| 55.                 | Zhangdi ba wang liezhuan (章帝八王傳)                                              | biografieën van acht prinsen van keizer Zhang                               | Bedoeld zijn acht zonen van keizer Zhang (r.76-88): - Liu Kang (劉伉), prins Zhen van Qiancheng (千乘貞王伉), 78-93, oudste zoon - Liu Quan (劉全), prins Dao van Pingchun (平春悼王全), †79, tweede zoon - Liu Qing (劉慶), prins Xiao van Qinghe (清河孝王慶), 78-107, derde zoon, kroonprins 79-82 - Liu Shou (劉壽), prins Hui van Jibei (濟北惠王壽), †120, vijfde zoon - Liu Kai (劉開), prins Xiao van Hexian (河閒孝王開), 80?-131, zesde zoon - Liu Shu (劉淑), prins Huai van Chengyang (城陽懷王淑), †94, zevende zoon - Liu Wansui (劉歲), prins Shang van Guangzong (廣宗殤王萬歲), 80?-93, achtste zoon - Liu Sheng (劉勝), prins Huai van Pingyuan (平原懷王勝), †113, oudste zoon van keizer He (r.89-105) kon wegens een chronische ziekte geen keizer worden |
| 56.                 | Zhang Wang Zhong Chen liezhuan (張王種陳列傳)                                      | biografieën van Zhang, Wang, Zhong en Chen                                  | Bedoeld zijn: - Zhang Hao (張皓 of 張晧), 50-132, politicus - Zhang Gang (張綱), 98-143, politicus, zoon van Zhang Hao - Wang Gong (王龔), †?, grootmaarschalk - Wang Chang (王暢), †169, bureaucraat en politicus, zoon van Wang Gong - Zhong Gao (种暠), 103-163, minister van landbouw - Zhong Dai (种岱), †?, raadgever, zoon van Zhong Gao - Zhong Fu (种佛), †192, bureaucraat en politicus, zoon van Zhong Gao - Zhong Shao (种劭), †194, ambtenaar, zoon van Zhong Fu - Chen Qiu (陳球), 118-179, bureaucraat en politicus |
| 57.                 | Du Luan Liu Li Liu Xie liezhuan (杜欒劉李劉謝列傳)                                 | biografieën van Du, Luan, Liu, Li, Liu en Xie                               | Bedoeld zijn: - Du Gen (杜根), †?, regeringsfunctionaris, waaronder gouverneur van Jiyin - Luan Ba (欒巴), †168, eunuch (en regeringsfunctionaris) - Liu Tao (劉陶), †185, raadgever, werd door eunuchen gevangen gezet en pleegde zelfmoord - Li Yun (李雲), †160, functionaris - Liu Yu (劉瑜), †168, ambtenaar-geleerde - Xie Bi (謝弼), †?, functionaris |
| 58.                 | Yu Fu Gai Zang liezhuan (虞傅蓋臧列傳)                                             | biografieën van Yu, Fu, Gai en Zang                                         | Bedoeld zijn: - Yu Yu (虞詡), †?, generaal - Fu Xie (傳燮), †187, militair officier - Gai Xun (蓋勳), 141-191, militair officier en bureaucraat, waaronder gouverneur van Yingchuan - Zang Hong (臧洪), 160-196, militair bevelhebber en politicus |
| 59.                 | Zhang Heng liezhuan (張衡列傳)                                                     | biografie van Zhang Heng                                                    | Zhang Heng (張衡), 78-139, uitvinder, astronoom en wiskundige |
| 60A + 60B           | Ma Rong liezhuan Cai Yong liezhuan (馬融列傳蔡邕列傳)                              | biografie van Ma Rong en biografie van Cai Yong                             | - Ma Rong (馬融), 79-166, schrijver en dichter - Cai Yong (蔡邕), 132-192, hoogwaardigheidsbekleder en geleerde, bedreven in kalligrafie, muziek, wiskunde en astronomie |
| 61.                 | Zuo Zhou Huang liezhuan (左周黃列傳)                                               | biografieën van Zuo, Zhou en Huang                                          | Bedoeld zijn: - Zuo Xiong (左雄), †138, politicus - Zhou Ju (周舉), †149, minister - Zhou Xie (周勰), 110-159, paleisambtenaar, later nam hij ontslag en keerde terug naar huis, zoon van Zhou Ju - Huang Qiong (黃瓊), 86-164, politicus en confucianistische geleerde - Huang Wan (黃琬), 141-192, minister, beraamde een moord op Dong Zhuo en werd geëxecuteerd, kleinzoon van Huang Qiong |
| 62.                 | Xun Han Zhong Chen liezhuan (荀韓鍾陳列傳)                                         | biografieën van Xun, Han, Zhong en Chen                                     | Bedoeld zijn: - Xun Shu (荀淑), 83-149, functionaris, nam later ontslag en keerde terug naar zijn geboorteplaats - Xun Shuang (荀爽), 128-190, minister van ceremonies en schrijver, zesde zoon van Xun Shu - Xun Yue (荀悅), 148-209, historicus, filosoof en politicus, samensteller van Qianhanji (前漢紀, Verslagen van de Vroege Han), kleinzoon van Xun Shu - Han Shao (韓韶), †?, ambtenaar - Zhong Hao (鍾皓), 86-154, geleerde - Chen Shi (陳寔), 104-186, functionaris - Chen Ji (陳紀), 129-199, geleerde, zoon van Chen Shi |
| 63.                 | Li Du liezhuan (李杜列傳)                                                          | biografieën van Li en Du                                                    | Bedoeld zijn: - Li Gu (李固), 93-147, geleerde en politicus - Li Xie (李燮), 134-186, functionaris, zoon van Li Gu - Du Qiao (杜喬), †147, functionaris |
| 64.                 | Wu Yan Shi Lu Zhao liezhuan (吳延史盧趙列傳)                                       | biografieën van Wu, Yan, Shi, Lu en Zhao                                    | Bedoeld zijn: - Wu You (吳祐), †?, hoofdsecretaris - Yan Du (延篤), †167, functionaris - Shi Bi (史弼), †?, functionaris - Lu Zhi (盧植), 192, historicus, generaal, filosoof en politicus - Zhao Qi (趙岐), 112-201, geleerde en functionaris |
| 65.                 | Huangfu Zhang Duan liezhuan (皇甫張段列傳)                                         | biografieën van Huangfu, Zhang en Duan                                      | Bedoeld zijn: - Huangfu Gui (皇甫規), 104-174, militair strateeg en geleerde - Zhang Huan (張奐), 104-181, generaal - Duan Ying (段熲), †179, functionaris |
| 66.                 | Chen Wang liezhuan (陳王列傳)                                                      | biografieën van Chen en Wang                                                | Bedoeld zijn: - Chen Fan (陳蕃), †168, politicus - Wang Yun (王允), 137-192, politicus |
| 67.                 | danggu liezhuan (黨錮列傳)                                                         | biografieën van de danggu (factieverbod)                                    | Bedoeld zijn de volgende confucianisten, getroffen door de (twee) partijvervolgingen door de eunuchen: - Liu Shu (劉淑), †169, spirituele steunpilaar van de partijgroep - Li Ying (李膺), 110-169, functionaris - Du Mi (杜密), †169, functionaris - Liu You (劉祐), †168, minister van landbouw - Wei Lang (魏朗), †169, functionaris - Xia Fu (夏馥), †?, weigerde een ambt te aanvaarden - Song Ci (宗慈) †?, weigerde een ambt te aanvaarden - Ba Su (巴肅), magistraat, nam ontslag - Fan Pang (范滂), 137-169, functionaris - Yin Xun (尹勳), †168, bureaucraat en politicus - Cai Yan (蔡衍), †168, functionaris - Yang Zhi (羊陟), †?, minister - Zhang Jian (張儉), 115-198, politicus, gevlucht - Cen Zhi (岑晊) †?, gevlucht - Chen Xiang (陳翔), †?, functionaris - Kong Yu (孔昱), leider van de geleerden, kleinzoon van de 20e generatie van Confucius - Yuan Kang (苑康), †?, functionaris - Tan Bao (檀鲍) of Tan Fu? (檀敷), †?, weigerde een ambt te aanvaarden - Liu Ru (劉儒), †169, functionaris - Jia Biao (賈彪), functionaris - He Yong (何顒), †?, ambtenaar-geleerde |
| 68.                 | Guo Fu Xu liezhuan (黨錮列傳)                                                      | biografieën van Guo, Fu en Xu                                               | Bedoeld zijn: - Guo Tai (郭太 of 郭泰), 128/130-169/171, geleerde - Fu Rong (符融), †?, geleerde - Xu Shao (許劭), 150-195, filosoof en politicus |
| 69.                 | Dou He liezhuan (竇何列傳)                                                         | biografieën van Dou en He                                                   | Bedoeld zijn: - Dou Wu (竇武), †168, filosoof en politicus - He Jin (何進), †189, generaal, oudere halfbroer van He huanghou (何皇后, †189), (tweede) keizerin van keizer Ling (r.168-189) |
| 70.                 | Zheng Kong Xun liezhuan (鄭孔荀列傳)                                               | biografieën van Zheng, Kong en Xun                                          | Bedoeld zijn: - Zheng Tai (鄭太), 150-190, minister - Kong Rong (孔融), 151-208, dichter en politicus - Xun Yu (荀彧), 163-212, militair bevelhebber en politicus |
| 71.                 | Huangfu Song Zhu Jun liezhuan (皇甫嵩朱□列傳!!!)                                   | biografieën van Huangfu Song en Zhu Jun                                     | Bedoeld zijn: - Huangfu Song (皇甫嵩), †195, generaal - Zhu Jun (朱㒞), 140?-195, generaal |
| 72.                 | Dong Zhuo liezhuan (董卓列傳)                                                      | biografie van Dong Zhuo                                                     | Dong Zhuo (董卓), 139-192, generaal, pleegde in 189 een staatsgreep |
| 73.                 | Liu Yu Gongsun Zan Tao Qian liezhuan (劉虞公孫瓚陶謙列傳)                          | biografieën van Liu Yu, Gongsun Zan en Tao Qian                             | Bedoeld zijn: - Liu Yu (劉虞), †193, generaal en krijgsheer - Gongsun Zan (公孫瓚), †199, generaal - Tao Qian (陶謙), 132-194, generaal en krijgsheer |
| 74A + 74B           | Yuan Shao Liu Biao liezhuan (袁紹劉表列傳)                                         | biografieën van Yuan Shao en Liu Biao                                       | Bedoeld zijn: - Yuan Shao (袁紹), †202, krijgsheer - Yuan Tan (袁譚), †205, generaal en krijgsheer, oudste zoon van Yuan Shao - Liu Biao (劉表), 142-208, krijgsheer |
| 75.                 | Liu Yan Yuan Shu Lü Bu liezhuan (劉焉袁術吕布列傳)                                 | biografieën van Liu Yan, Yuan Shu en Lü Bu                                  | Bedoeld zijn: - Liu Yan (劉焉), †194, krijgsheer en politicus - Yuan Shu (袁術), 155-199, krijgsheer - Lü Bu (呂布), 161-199, generaal en krijgsheer |
| 76.                 | xunli liezhuan (循吏列傳)                                                          | biografieën van oprechte functionarissen                                    | Vermeld zijn: - Wei Su (衛颯), †? - Ren Yan (任延), 5 n.Chr.-67 - Wang Jing (王景), †? - Qin Peng (秦彭), †88 - Wang Huan (王渙), †105 - Xu Jing (許荊), †? - Meng Chang (孟嘗), †? - Diwu Fang (第五訪), †159 - Liu Ju (劉矩), †? - Liu Chong (劉寵), †? - Qiu Lan (仇覽), †? - Tong Hui (童恢), †? - Tong Yi (童翊), †? |
| 77.                 | kuli liezhuan (酷吏列傳)                                                           | biografieën van meedogenloze functionarissen                                | Vermeld zijn: - Dong Xuan (董宣), 26 v.Chr.-48 n.Chr. - Fan Ye (樊曄), †? - Li Zhang (李章), †? - Zhou Yu (周䊸), †97 - Huang Chang (黃昌), minister - Yang Qiu (陽球), †179 - Wang Ji (王吉), †? |
| 78.                 | huanzhe liezhuan (宦者列傳)                                                        | biografieën van eunuchen                                                    | Vermeld zijn: - Zheng Zhong (鄭眾), †114, eerste eunuch onder Han met werkelijke macht - Cai Lun (蔡倫), 63-121, wordt traditioneel beschouwd als de uitvinder van papier - Sun Cheng (孫程), †132, generaal en politicus, bleef loyaal aan de keizerlijke familie - Cao Teng (曹騰), 100-159 - Shan Chao (單超), †160 - Hou Lan (侯覽), †172 - Cao Jie (曹節), †181 - Shen Zhong (審忠), †? - Lü Qiang (呂強), †184 - Zhang Rang (張讓), †189, hoofd van Shi changshi (十常侍, de "Tien opzieners") |
| 79A + 79B           | rulin liezhuan (儒林列傳)                                                          | biografieën uit het woud der geleerden                                      | Vermeld zijn: - Liu Kun (劉昆), †57 - Liu Yi (劉軼), †? - Wa Dan (洼丹), 28 v.Chr.-41 n.Chr. - Hua Yanghong (觟陽鴻), †? - Ren An (任安), 124-202 - Yang Zheng (楊政), †? - Zhang Xing (張興), †71 - Dai Ping (戴憑), †? - Wei Man (魏滿), †? - Sun Qi (孫期), †? - Ouyang Xi (歐陽歙), †39 - Cao Ceng (曹曾), †? - Mou Chang (牟長), †? - Song Deng (宋登), †? - Zhang Xun (張馴), †? - Yin Min (尹敏), †? - Zhou Fang (周防), †? - Kong Xi (孔僖), †88 - Yang Lun (楊倫), †? - Gao Xu (高詡), †? - Bao Xian (包咸), 6 v.Chr.-65 n.Chr - Wei Ying (魏應), †? - Fu Gong (伏恭), 6 v.Chr.-84 n.Chr - Ren Mo (任末), †? - Jing Luan (景鸞), †? - Xue Han (薛漢), †? - Du Fu (杜撫), †? - Zhao Xun (召馴), †? - Yang Ren (楊仁), †? - Zhao Ye (趙曄), †? - Wei Hong (衛宏), †? - Dong Jun (董鈞), †? - Ding Gong (丁恭), †? - Zhou Ze (周澤), †? - Sun Kan (孫堪), †? - Zhong Xing (鍾興), †? - Zhen Yu (甄宇), †? - Lou Wang (樓望), 21-100 - Cheng Ceng (程曾), †? - Zhang Xuan (張玄), †? - Li Yu (李育), †? - He Xiu (何休), 129-182 - Fu Qian (服虔), †? - Ying Rong (潁容), †? - Xie Gai (謝該), †? - Xu Shen (許慎), 58-148, samensteller van Shuowen Jiezi (說文解字, Bespreking van enkelvoudige karakters en uitleg van samengestelde karakters) - Cai Xuan (蔡玄), †?        |
| 80A + 80B           | wenyuan liezhuan (文苑列傳)                                                        | biografieën uit de tuin der literaten                                       | Vermeld zijn 22 biografieën van literaten: - Du Du (杜篤), †78 - Wang Long (王隆), †? - Xia Gong (夏恭), †? - Fu Yi (傅毅), †90 - Huang Xiang (黃香), 68-122 - Liu Yi (劉毅), †? - Li You (李尤), †? - Su Shun (蘇順), †? - Liu Zhen (劉珍), †126 - Ge Gong (葛龔), †? - Wang Yi (王逸), †? - Cui Qi (崔琦), †? - Bian Shao (邊韶), †? - Zhang Sheng (張升), †? - Zhang Yi (張壹), †? - Liu Liang (劉梁), †? - Liu Zhen (劉楨), †217 - Bian Rang (邊讓), †? - Li Yan (酈炎), 150-177 - Hou Jin (侯瑾), †? - Gao Biao (高彪), †184 - Zhang Shao (張超), †? - Mi Heng (禰衡), 173-198 |
| 81.                 | duxing liezhuan (獨行列傳)                                                         | biografieën van niet gehuwden                                               | Vermeld zijn 24 personen die “afwijkend gedrag” vertoonden, dat wil zeggen zonder nakomelingen: - Qiao Xuan (譙玄), †35 - Li Ye (李業), †? - Liu Mao (劉茂), †? - Wen Xu (溫序), †30 - Peng You (彭脩), †? - Suo Lufang (索盧放), †? - Zhou Jia (周嘉), †? - Fan Shi (范式), †? - Li Shan (李善), †? - Wang Tun (王忳), †? - Zhang Wu (張武), †? - Ling Xu (陵續 of Lu? Xu 陸續), †? - Dai Feng (戴封), †100 - Li Chong (李充), †? - Miao Rong (繆肜), †? - Chen Zhong (陳重), 90-150 - Lei Yi (雷義), 90?-150? - Fan Ran (范冉), 112-185 - Dai Jiu (戴就), †? - Zhao Bao (趙苞), †? - Xiang Xu (向栩), †184 - Liang Fu (諒輔), †? - Liu Yi (劉翊), †? - Wang Lie (王烈), 141-218 |
| 82A + 82B           | fangshu liezhuan (方術列傳)                                                        | biografieën van magiërs                                                     | Vermeld zijn 34 biografieën van magiërs en genezers: - Ren Wengong (任文公), †? - Guo Xian (郭憲), †? - Xu Yang (許楊), †? - Gao Huo (高獲), †? - Wang Qiao (王喬), †? - Xie Yiwu (謝夷吾), †? - Yang You (楊由), †? - Li Nan (李南), †? - Li He (李郃), †? - Feng Zhou (馮冑), †? - Duan Yi (段翳), †? - Liao Fu (廖扶), †? - Zhe Xiang (折像), †? - Fan Ying (樊英), †? - Tang Tan (唐檀), †? - Gong Shamu (公沙穆), †? - Xu Man (許曼), †? - Zhao Yan (趙彥), †? - Fan Zhizhang (樊志張), †? - Shan Yang (單颺), †? - Han Yue (韓說), †? - Dong Fu (董扶), †? - Guo Yu (郭玉), †? - Hua Tuo (華佗), 145-208, geneeskundige - Xu Deng (徐登), †? - Fei Changfang (費長房), †?, alchimist - Ji Zixun (薊子訓), †? - Liu Gen (劉根), †? - Zuo Ci (左慈), †?, filosoof - Ji Zixun (計子勳), †?, alchimist - Shang Chenggong (上成公), †? - Jie Nugu (解奴辜), †m alchimist - Gan Shi (甘始), †?, alchimist - Wang Zhen (王真), †?, taoïstische priester - Wang Heping (王和平), †? |
| 83.                 | yimin liezhuan (逸民列傳)                                                          | biografieën van kluizenaars                                                 | Vermeld zijn 17 biografieën van kluizenaars: - Yewang er laozhe (野王二老者, "De twee oude mannen van Yewang"), met legendes omgeven kluizenaar - Xiang Chang (向長), †? - Feng Meng (逢萌), †? - Zhou Dang (周黨), †? - Wang Ba (王霸), †? - Yan Guang (嚴光), †? - Jing Dan (井丹), †? - Liang Hong (梁鴻), 26 n.Chr.-? - Gao Feng (高鳳), †? - Tai Tong (臺佟), †? - Han Kang (韓康), †?, verkocht kruidengeneesmiddelen - Jiao Shen (矯慎), †? - Dai Liang (戴良), †? - Fa Zhen (法真), 100-188 - Hanyin Laofu (漢陰老父), kluizenaar uit de Oostelijke Han-dynastie, naam onbekend - Chenliu Laofu (陳留老父), †? - Pang Degong (庞德公), 163-? |
| 84.                 | lienü zhuan (列女傳)                                                               | biografieën van voortreffelijke vrouwen                                     | Vermeld zijn biografieën van 17 voorbeeldige vrouwen: - Bao Xuan qi Huan Shaojun (鮑宣妻桓少君), Huan Shaojun (vrouw van Bao Xuan) - Wang Ba qi (王霸妻), (vrouw van Wang Ba) - Jiang Shi qi Pang shi (姜詩妻龐氏), Pang shi (vrouw van Jiang Shi) - Zhou Yu qi Zhao A (周郁妻趙阿), Zhao A (vrouw van Zhou Yu) - Cao Shishu qi Ban Zhao (曹世叔妻班昭), Ban Zhao, 49-120, historica (vrouw van Cao Shishu) - Le Yangzi qi (樂羊子妻), (vrouw van Le Yangzi) - Cheng Wenqu qi Li Mujiang (程文矩妻李穆姜), Li Mujiang (vrouw van Cheng Wenqu) - Xiaonü Cao E (孝女曹娥), kinderlijke dochter Cao E, 30-43 - Xu Sheng qi Lü Rong (許升妻呂榮), Lü Rong (vrouw van Xu Sheng) - Yuan Wei qi Ma shi (袁隗妻馬氏), Ma shi, (vrouw van Yuan Wei) - Pang Yu mu Zhao E (龐淯母趙娥), Zhao E (moeder van Pang Yu) - Liu Changqing qi Huan shi (劉長卿妻桓氏), Huan shi (vrouw van Liu Changqing) - Huangfu Gui qi (皇甫規妻), (vrouw van Huangfu Gui) - Yin Yu qi Xun Cai (陰瑜妻荀采), Xun Cai, dichteres (vrouw van Yin Yu) - Cheng Dao qi Zhao Yuanjiang (盛道妻趙媛姜), Zhao Yuanjiang, †200 (vrouw van Cheng Dao) - Xiaonü Shu Xianxiong (孝女叔先雄), kinderlijke dochter Shu Xianxiong - Dong Si qi Cai Yan (董祀妻蔡琰), Cai Yan, 177-249, dichteres en muzikante (vrouw van Dong Si) |
| 85.                 | dongyi liezhuan (東夷列傳)                                                         | kronieken van de oostelijke barbaren                                        | - Fuyu (夫餘), oud Koreaans koninkrijk - Yilou (挹婁), huidige benaming Sushen (Toengoezisch volk ten noordoosten van het huidige Noord-Korea) - Gaojuli (高句驪), Koguryo - Dong Woju (東沃沮), Okjeo , oud Koreaans koninkrijk - Hui (濊), Yemaek, oud Koreaans koninkrijk - Samhan (三韓), de drie stammenconfederaties van Byeonhan, Jinhan en Mahan op het Koreaans schiereiland - Wo (倭) Japan |
| 86.                 | nan man ximan yi liezhuan (南蠻西南夷列傳)                                         | kronieken van de zuidelijke en zuidwestelijke barbaren                      | Nanman |
| 87.                 | xi qiang zhuan (西羌傳)                                                            | kronieken van de westelijke Qiang                                           | Qiang |
| 88.                 | xi yu zhuan (西域傳)                                                               | kronieken van de westelijke territoria                                      | onder andere: - Yutian (koninkrijk Hotan) - Tiaozhi (Seleucidische Rijk) - Anxi (Parthen) - Daqin (Da Qin) - Yuezhi - Tianzhu (India) - Yancai (Alanen) - Shule (Kashgar) - Yanqi (Karasahr) - Jushi (Gushi) |
| 89.                 | nan xiongnu liezhuan (南匈奴列傳)                                                  | kronieken van de zuidelijke Xiongnu                                         | Xiongnu |
| 90.                 | wuhuan xianbei liezhuan (烏桓鮮卑列傳)                                             | kronieken van de Wuhuan en de Xianbei                                       | - Wuhuan - Xianbei |

### Verhandelingen
Zhi (志, verhandelingen). In 30 juan worden acht gebieden van staatsbemoeienis omschreven.
| Nr | juan 91-120 (101-130)        | Titel                | Vertaling                                                                  | Opmerkingen |
| -- | ---------------------------- | -------------------- | -------------------------------------------------------------------------- | --- |
| 1. | 91, 92, 93                   | lü lizhi (律曆志)    | verhandeling over de toonhoogtebuizen (lü, pitchpipe) en de kalender A-B-C | harmonie en kalender. De twee onderwerpen zouden door Sima Biao zijn gecombineerd vanwege het getal twaalf, de Chinese toonladder kende twaalf noten en een jaar bestond uit twaalf maanden |
| 2. | 94, 95, 96                   | liyi zhi(禮儀志)     | verhandeling over riten (etiquette) A-B-C                                  | |
| 3. | 97, 98, 99                   | jisi zhi (祭祀志)    | verhandeling over offers A-B-C                                             | |
| 4. | 100, 101, 102                | tianwen zhi (天文志) | verhandeling over astronomie A-B-C                                         | |
| 5. | 103, 104, 105, 106, 107, 108 | wuxing zhi (五行志)  | verhandeling over de Vijf Elementen A-B-C-D-E-F                            | |
| 6. | 109, 110, 111, 112, 113      | junguo zhi (郡國志)  | verhandeling over (politieke) geografie A-B-C-D-E                          | |
| 7. | 114, 115, 116, 117, 118      | baiguan (百官)       | de honderd overheidsfuncties A-B-C-D-E                                     | de hoogste overheidsfuncties |
| 8. | 119, 120                     | yufu (輿服)          | rijtuigen en kleding A-B                                                   | |

## Chinese tekst

### Tekst in klassiek Chinees
- 范曄, 《後漢書》 (130卷), 北京 (中華書局), 1973 (Fan Ye, Houhanshu (130 juan), Beijing (Zhonghua shu ju), 1973), 6 delen, 3684 pp. Herdrukt 1999, ISBN 9787101021288.

De Zhonghua uitgave van de Vierentwintig Geschiedenissen is de meest gebruikte uitgave. De teksten zijn voorzien van leestekens, ingedeeld in paragrafen en geschreven in traditionele karakters. Deze uitgave is digitaal beschikbaar via het project Scripta Sinica van de Academia Sinica, Taipei (zie: externe links).

### Tekst in hetbaihuawen
Een vertaling van Houhanshu in het modern Chinees is:
- 雷国真, 汪太理, 刘强伦, 《後漢書全譯》, 贵州 (人民出版社) 1995 (Lei Guozhen, Wang Taili, Liu Qianglun, Houhanshu quanyi, Guizhou (Guizhou renmin chubanshe) 1995, ISBN 9787221034458, 5 delen, 4488 pp.  (戴逸, 《中國歷史名著譯注叢書》, (Dai Yi, Zhongguo lishi mingzhu yizhu congshu).

### Commentaren
In 1915 heeft Wang Xianqian (王先謙, 1842–1918) commentaren op Houhanshu verzameld en geannoteerd. Dat werk is regelmatig herdrukt, zoals:
- 王先謙, 《後漢書集解》, 上海 (上海古籍出版社) 2002, (Wang Xianqian, Houhanshu jijie, Shanghai (Shanghai guji chubanshe) 2002), 2 delen

Verzamelde commentaren op Houhanshu.

## Vertalingen
[mogelijk begin van een volledige vertaling van Houhanshu?]:
- Shu-hui Wu (ed.), Fan Ye's Book of Later Han (Houhanshu). Military History and Ethnicity, Leiden-Boston (Brill)

deel 1, Wright, David Curtis (vert.), The Twenty-eight Yuntai Generals of the Eastern Han, 2023, ISBN 978-90-04-52206-0.
Vertalingen van losse hoofdstukken:
- Swann, Nancy Lee, "Biography of the Empress Teng" in: Journal of the American Oriental Society 51 (1931) pp.138-159.

Vertaling van een gedeelte van juan 10A (Hexi Deng huanghou 和熹鄧皇后 81-121 Deng Sui 鄧綏 tweede keizerin van keizer He).
- Rafe de Crespigny, Portents of Protest in the Later Han Dynasty. The Memorials of Hsiang K'ai to Emperor Huan, Canberra (Australia National University Press) 1976, ISBN 070810178X.

Vertaling van juan 30B (Xiang Kai 襄楷 †?).
- Chavannes, Édouard, "Trois généraux chinois de la dynastie des Han orientaux" in: T'oung Pao 1 (1906), pp.149-244

Vertaling van juan 47 (Ban Chao 班超 32-102, Ban Yong 班勇 †128, Liang Qin 梁慬 †112).
- Künstler, Mieczysław Jerzy, Ma Jong. Vie et oeuvre, Warschau (Państwowe Wydawn Naukowe) 1969.

Vertaling van juan 60A (Ma Rong 馬融 79-166).
- Young, Gregory, Three Generals of Later Han, Canberra (Australia National University Press) 1984 (Faculty of Asian Studies Monographs, new series, 6), ISBN 0867845260.

Vertaling van juan 65 (Huangfu Gui 皇甫規 104-174, Zhang Huan 張奐 104-181, Duan Ying 段熲 †179).
- Jugel, Ulrike, Politische Funktion und soziale Stellung der Eunuchen zur späteren Hanzeit (25-220 n.Chr.), Wiesbaden (Franz Steiner Verlag) 1976, ISBN 3515024182.

Vertaling van juan 78 (biografieën van eunuchen).
- Balazs, Etienne, "La crise sociale et la philosophie politique à la fin des Han" in: T'oung Pao 39 (1948-1950), pp.83-131.

Vertaling van juan 79 (biografieën uit het woud der geleerden).
- De Woskin, Kenneth J., Doctors, Diviners, and Magicians of Ancient China. Biographies of Fang-shih, New York (Columbia University Press) 1983, ISBN 9780231055963.

Vertaling van juan 82 (biografieën van magiërs en genezers).
- Watson, Burton, "Biographies of Recluses" in: Renditions 33-34 (1990), pp.35-51.

Vertaling van juan 83 (biografieën van kluizenaars).
- Swann, Nancy Lee, Pan Chao. Foremost Woman Scholar of China New York (The Century Co.) 1932, ISBN 0892641509.

Vertaling van een gedeelte van juan 84 (Ban Zhao, 49-120).
- Gardiner, Kenneth, "The Hou-Han-shu as a Source for the Early Expansion of Koguryo" in: Monumenta Serica 28 (1969), pp.148-187.

Vertaling van juan 85 (kronieken van de oostelijke barbaren).
- Streffer, Johann Michael, Das Kapitel 86 (76) des Hou Han Shu, Göppingen (Verlag Alfred Kümmerle) 1971, (oorspronkelijk: proefschrift Tübingen).

Vertaling van het juan 86 (kronieken van de zuidelijke en zuidwestelijke barbaren).
- Hill, John E., Annotated Translation of the Chapter on the Western Regions according to the 'Hou Hanshu', 2nd Draft Edition, 2003, voor de internetversie klik hier.

Vertaling van juan 88 (kronieken van de westelijke territoria).
- Hill, John E., Through the Jade Gate to Rome. A Study of the Silk Routes during the Later Han Dynasty, First to Second Centuries CE, an Annotated Translation of the Chronicle on the 'Western Regions' in the Hou Hanshu , Charleston SC (BookSurge Publishing) 2009, ISBN 978-1-4392-2134-1.

Uitwerking van de internetversie uit 2003.
Tweede uitgebreide druk 2015 in 2 delen, ISBN 978-1500696702.

### Geraadpleegde literatuur
- (en)  Ess, Hans van, Hou Han Shu in: Chennault, Cynthia L. e.a. (eds.), Early Medieval Chinese Texts. A Bibliographical Guide, Berkeley (Institute of East Asian Studies) 2015, (China Research Monograph 71), ISBN 978-9-00419-240-9, pp. 112–118.
- (en)  Knechtges, David R., Hou Han Shu in: Knechtges, David R. en Chang Taiping (red.), Ancient and Early Medieval Literature. A Reference Guide (Handbuch der Orientalistik; 4. Abt., China; vol.25/1), Leiden (Brill) 2010, deel I, ISBN 978-90-04-19127-3, pp. 372–379.
- (en)  Nylan, Michael, Hou Han shu in: Yao Xinzhong (ed.), RoutledgeCurzon Encyclopedia of Confucianism, London (RoutledgeCurzon) 2003, ISBN 0700711996, deel 1, pp. 260-261.

### Overige literatuur
- Bielenstein, Hans, 'The Restoration of the Han Dynasty, with Prolegomena on the Historiography of the "Hou Han Shu", vol. 1', in: Bulletin of the Museum of Far Eastern Antiquities, 26 (1954), p. 1-209.

Hier is van belang p.9ff., over de authenticiteit en het proces van doorgifte van de tekst
- Gardiner, K.H.J. 'Standard Histories. Han to Sui' in: Leslie, Donald D., Colin Mackerras, Wang Gungwu, Fitzgerald, C.P (eds.), Essays on the Sources for Chinese History, Canberra (Australian National University Press) 1973, ISBN 9780872493292, p. 42-52.
- Mansvelt-Beck, B.J., The Treatises of Later Han. Their Author, Sources, Contents and Place in Chinese Historiography, Leiden (Brill) 1990, ISBN 90-04-08895-4. (Sinica Leidensia, vol. 21).

Over de 'verhandelingen' van Sima Biao in Hou Hanshu.